# سوي بينج
سوي بينج (بالصينية: 崔鹏) (31 مايو 1987 في الصين - ) هو لاعب كرة قدم صيني في مركز الوسط، شارك في الألعاب الأولمبية الصيفية 2008. وشارك مع منتخب الصين تحت 20 سنة لكرة القدم ومنتخب الصين تحت 23 سنة لكرة القدم ومنتخب الصين لكرة القدم. أما مع النوادي، فقد لعب مع شاندونغ لونينغ وChengdu Tiancheng F.C. ‏ ونادي سانغتشو مايتي ليونز.

## وصلات خارجية
- سوي بينج على موقع قاعدة بيانات كرة القدم.إي يو (الإنجليزية)
- سوي بينج على موقع ناشيونال فوتبول تيمز (الإنجليزية)
- سوي بينج على موقع Soccerway.com (الإنجليزية)
- سوي بينج على موقع أوليمبيديا (الإنجليزية)
- سوي بينج على موقع اللجنة الأولمبية الصينية (الإنجليزية)